# Laurentino Cortizo
Laurentino Cortizo Cohen, conhecido popularmente como Nito (Cidade do Panamá, 30 de janeiro de 1953), é um político, administrador e fazendeiro panamenho. Desde 1 de julho de 2019, foi o presidente do Panamá após vencer as eleições gerais de 2019, obtendo 33,18% do total de votos. Membro do Partido Revolucionário Democrático (PRD), posiciona-se ao espectro de centro-esquerda. Cortizo também foi membro da Assembleia Legislativa entre 1994 e 2004 (sendo presidente do órgão entre 2000 e 2001).
Em 2004, durante a presidência de Martín Torrijos, foi ministro de Desenvolvimento Agropecuário, mas renunciou ao cargo em 6 de janeiro de 2006 por estar em desacordo com certas cláusulas do Tratado de Livre Comércio entre Estados Unidos e Panamá, em especial de que Panamá flexibilizara suas medidas fitossanitárias e zoosanitarias ante Estados Unidos.
Em 2008 participou como pré-candidato presidencial do partido, ficando em terceiro lugar; enquanto em 2012 declarou suas aspirações presidenciais a favor de Juan Carlos Navarro. Novamente, em 2018 apresentou-se como pré-candidato presidencial, sendo este o ganhador e convertendo no candidato do partido tendo em vista as Eleições Gerais de 5 de maio de 2019 na qual ganhou com uma percentagem de 33.01 % dos votos

## Vida profissional
Após graduar-se, viajou à Washington em 1981 para trabalhar como assessor técnico do secretário geral da Organização de Estados Americanos (OEA).
Desde 1986 e até a atualidade, exerce sua profissão no setor privado nas empresas Grupo Cortizo, Panablock (empresa de materiais de construção) e Fazenda Hermacor (pecuária de alta genética).

## Carreira política

### Como legislador
Em 1994 foi eleito baixo a Partido Solidariedade como legislador pelo circuito 3-2, pertencente à província de Colón. Em 1998 foi escolhido primeiro vice-presidente da Assembleia Legislativa de Panamá.
Conquanto, em 1999 Cortizo manteve um apoio condicionado ao governo da presidenta Mireya Moscoso, através do Pacto da Pintada, sua eleição como presidente do órgão legislativo ao ano seguinte foi feita contrária à linha de Solidariedade, que tinha terminado com o PRD e se tinha aderido ao Partido Arnulfista depois das eleições gerais. Cortizo aderiu-se ao Pacto para a Melhoria e Transformação da Assembleia (META) e manteve um apoio político com o PRD, dando motivos para sua possível expulsão de Solidariedade, ainda que não se especificou. Manteve sua linha dissidente até o final de seu período legislativo e expressou seu apoio a Martín Torrijos do PRD como candidato presidencial tendo em vista as eleições gerais de 2004.

### Ministro
Em 2004 inscreveu-se formalmente no PRD e depois da vitória eleitoral de Torrijos como presidente da República, Cortizo foi designado como Ministro de Desenvolvimento Agropecuário.
O 6 de janeiro de 2006 Cortizo não viajou a Washington, onde fá-se-ia a nona rodada de conversas, e foi à residência do presidente Torrijos para apresentar pessoalmente sua renúncia e expor sua oposição às negociações. O 10 de janeiro de 2006, pouco dantes de iniciar a primeira fase da rodada, Cortizo convocou uma roda de imprensa onde publicamente anunciou sua renúncia e denunciou a existência do documento. Depois da renúncia, o governo nomeou a Guillermo Salazar, quem era encarregado das negociações agrícolas, como novo ministro e tratou de minimizar o efeito deixado por Cortizo, aclarando que o documento jamais foi refrendado. As pressões do sector agropecuário depois do escândalo forçaram as negociações do tratado a uma décima rodada.

### Candidatura presidencial
Depois da derrota do PRD nas eleições de maio de 2014, o partido sumiu-se numa crise de liderança que deixou fisuras entre Navarro, quem renunciou à secretaria geral do partido, e Benicio Robinson, presidente do PRD, quem preferiu não renunciar; Cortizo foi visto como uma das possíveis figuras que poderiam recomponer o partido nesse momento. Em 2015, Cortizo questionou a disputa interna e manifestou novamente seu interesse de ocupar a presidência da República nas eleições de 2019.
Entre as propostas e ideias que sustenta Cortizo, estão a luta da pobreza, os problemas sociais e a corrupção, à que tem denominado como a «sexta fronteira»; fazendo eco à «quinta fronteira», mencionada por Omar Torrijos Herrera na década de 1970 e que fazia referência à fronteira da antiga Zona do Canal de Panamá que dividia ao país. Também eliminaria o controle de preços estabelecido pelo governo do presidente Juan Carlos Varela, e estabeleceria mercados comunitários como uma forma de acercar aos produtores e consumidores. Manifestou-se na contramão do aborto e do casal igualitario, enquanto apoia o uso do cannabis medicinal. De igual modo tem expressado sua intenção de reformar a Constituição de Panamá. Tem declarado que desde o 1 de outubro levantará seu plano de governo como candidato presidencial.Em 05 de maio de 2019, com mais de 92% das urnas apuradas, Cortizo tem 33% dos votos, venceu em uma acirrada eleição o ex-chanceler e advogado Rômulo Roux, que também é da oposição e recebeu 31% dos votos.
Casado com Yazmín Colón de Cortizo, e tem dois filhos (Jorge Andrés e Carolina Esther) e dois netos. Teve uma formação política inspirada nos ensaios do jurista e político liberal colombiano Jorge Eliécer Gaitán, e um tio de Cortizo foi deputado pela província de Colón. Também se declara um cristão devoto e leitor profuso da Biblia.